# Velká Bíteš-Brno-Velká Bíteš
Velká Bíteš-Brno-Velká Bíteš est une course cycliste disputée au mois d'avril autour des villes de Velká Bíteš et Brno. Créée en 1977,,, cette épreuve fait partie du calendrier national tchèque. Elle attire généralement plusieurs cyclistes professionnels qui appartiennent à des équipes continentales. 

## Palmarès
| Année                        | Vainqueur             | Deuxième               | Troisième           |
| ---------------------------- | --------------------- | ---------------------- | ------------------- |
| Brno-Velká Bíteš-Brno        |                       |                        |                     |
| 1977                         | František Kališ (de)  |                        |                     |
| 1978                         | Jiří Škoda            |                        |                     |
| 1979                         | Milan Jurčo           |                        |                     |
| 1980                         | Vendelín Kvetan       |                        |                     |
| 1981                         | Miroslav Sýkora       |                        |                     |
| 1982                         | Milan Jurčo           |                        |                     |
| 1983                         | Vladimír Kozárek (cs) |                        |                     |
| 1984                         | Ondrej Glajza         |                        |                     |
| 1985                         | ?                     | ?                      | ?                   |
| 1986                         | Květoslav Palov (en)  |                        |                     |
| 1987                         | František Vanko       |                        |                     |
| 1988                         | Luboš Lom (de)        |                        |                     |
| 1989                         | Karel Kaiser          |                        |                     |
| 1990                         | Luděk Štyks (cs)      |                        |                     |
| 1991                         | ?                     | ?                      | ?                   |
| 1992                         | Jozef Regec           |                        |                     |
| 1993                         | Lubor Tesař           |                        |                     |
| 1994                         | Miloslav Kejval (en)  |                        |                     |
| 1995                         | Lubor Tesař           |                        |                     |
| 1996                         | Luboš Kejval (nl)     |                        |                     |
| 1997                         | Slavomir Heger        | Petr Herman            | Luboš Kejval (nl)   |
| 1998                         | Petr Benčík           | Jaromír Purmenský      | Robert Pitoňák      |
| 1999                         | Jan Hruška            | Slavomir Heger         | Lubor Tesař         |
| 2000                         | Slavomir Heger        | Petr Herman            | František Trkal     |
| 2001                         | Petr Herman           | Franz Stocher          | David Kupka         |
| 2002                         | Zdeněk Mlynář         |                        |                     |
| 2003                         | Petr Klasa            |                        |                     |
| 2004                         | Petr Pučelík          | Jan Kunta              | Zdeněk Dima         |
| 2005                         | František Raboň       | Tomáš Bucháček         | Stanislav Kozubek   |
| 2006                         | Vojtěch Dlouhý        | Zdeněk Mlynář          | Pavel Zitta (de)    |
| 2007                         | Radek Bečka (de)      | Miroslav Keliar        | Vojtěch Hačecký     |
| 2008                         | Martin Mareš          | Milan Kadlec           | Roman Broniš        |
| 2009                         | Jiří Hochmann         | František Klouček (de) | Jiří Šíbl           |
| 2010                         | Leopold König         | Stanislav Kozubek      | Markus Schwarzhuber |
| 2011                         | Milan Kadlec          | Zdeněk Mlynář          | Tomáš Bucháček      |
| 2012                         | Riccardo Zoidl        | Zdeněk Mlynář          | Alois Kaňkovský     |
| 2013                         | Milan Kadlec          | Pavel Boudný           | Kristofers Rācenājs |
| 2014                         | Jan Tratnik           | František Sisr         | Milan Kadlec        |
| Velká Bíteš-Brno-Velká Bíteš |                       |                        |                     |
| 2015                         | Jiří Polnický         | Daniel Turek           | Adam Stachowiak     |
| 2016                         | Tomáš Bucháček        | Michael Kukrle         | Tomáš Koudela       |
| 2017                         | Alois Kaňkovský       | Jiří Polnický          | Josef Černý         |
| 2018                         | Maciej Paterski       | Matěj Zahálka          | Jakub Otruba        |
| 2019                         | Jakub Otruba          | Maciej Paterski        | Paweł Franczak      |
| 2020                         | annulé                | annulé                 | annulé              |
| 2021                         | Michael Kukrle        | Daniel Turek           | Jakub Otruba        |
| 2022                         | Mathias Vacek         | Jan Kašpar             | Jakub Ťoupalík      |
| 2023                         | Pavel Kelemen         | Dominik Neuman         | Richard Holec       |
| 2024                         | Filip Řeha            | Pavel Šumpík           | Martin Voltr        |
| 2025                         | Daniel Turek          | Dominik Neuman         | Jakub Ťoupalík      |